# 7つの黄金郷
『7つの黄金郷』（ななつのエルドラド）は、山本鈴美香による日本の漫画作品。中世ヨーロッパを舞台にした双子の主人公が活躍する歴史漫画。
『週刊マーガレット』（集英社）で連載され、第一部は1975年26号から43号、第二部は1976年4・5号から26号、第三部は1977年32号から45号に掲載された。 
コミックが3部構成7巻まで発刊されたのち、山本が体調を崩したことにより中断、未完。本作は山本が14歳のころから描き続けている作品である。

## あらすじ

### 第一部
時は16世紀1568年6月17日、英国ロンドン郊外レッドフォード侯爵邸で双子が生まれた。エロール・リーとオリビエ・リー。母ビクトリアから英国王家の血統を受け継ぐ二人は、当時のバチカンとスペインから次期英国王に祭り上げようと狙われていた。4年後、一瞬の隙をつかれ窓側に寝ていた一人が連れ去られてしまう。レッドフォード侯爵はすぐに全ての港を封鎖し犯人を追い詰め取り戻すことができたが、その子の背中には緋色の「EL DORADO」の文字が刻み込まれていた。二人の行く末を案じた父は幼い二人を海賊フランシス・ドレークに託し船上で様々な教育を受けさせていたが、10年という月日が流れ成人となった二人はついに両親のもとに戻ることとなった。
父から聞かされたのは、母は3年前二人を誘き寄せるため誘拐されとある場所に幽閉されているという事実。帰国報告のため女王エリザベス1世に謁見に向かったウェストミンスター宮殿で二人は襲われ、その場に居合わせたアーサーが二人を追う。エロールは助けたが、絨毯に丸め込まれたオリビエを救ったのはロレンツォ・デ・クレメンテ公爵だった。公爵は「この美をとりだすため！」とアーサーに告げるとその場を去った。助けられた二人は女王に謁見したのち、レッドフォード侯爵はオリビエには先のアーサー・ローレンス、エロールにはビンセント・ブルーを付き人としてあてがい、4人はビクトリアを奪還へと立ち向かう。
嵐の中幽閉された城内からビクトリアは我が子を案ずる手紙を放った。その手紙を拾ったタバスは海賊ドレークの船上で4人と落ち合う。そこでタバスは黄金郷について語り始める。父が子供の背中にELDORADOの文字を掘り込んだこと、その文字が黄金郷の秘宝のありかを示す暗号であること、しかしその暗号を解くことは自分にはできないことを伝えた。のちに自身の無力感から父から授かったメダルをオリビエに手渡す。
4人は手紙を拾った場所から嵐が通り抜けたルートを辿り母の居場所を探すが、同様に探していたロレンツォからこの先に母はいないと告げられる。ふりだしに戻った4人は軍師マリオットを招き入れ、幽閉先を突き止め奪還のために行動を起こす。マリオットの計算通りに事態は動き、無事母を連れ戻すことができた二人は父とともに家族がひとつになることができた。

### 第二部
母の奪還から2年後。エリザベス女王主催の大舞踏会に双子達も出席する。女装したオリビエとロレンツォは踊りながら会話を始める。この2年の間ロレンツォは絵を描いていたと。オリビエ自身を描いた3部作と言う。その話をオリビエから聞いたマリオットは一瞬で理解した。ロレンツォはその絵を公開しようとしていることを。しかもオリビエの背中に刻まれた「EL DORADO」の文字を見せるための裸像であることも。
黄金郷のありかを示す暗号を世界に周知することでオリビエに課せられた宿命のひとつを解放できる。また世界中が黄金郷に浮かれている間に英国内の国力増強も図れる。オリビエも理解はできるが自分の裸像が公開されることに躊躇があった。アーサーに自分の性別がわかってしまう。オリビエはアーサーとは男として接しようと思っていた。アーサーもオリビエの性別がわかることで、自分自身オリビエとどう接すればよいかとまどっていた。
公開の日は決まったが問題がひとつある。黄金郷への熱狂は英国内の民衆にも広がり、この熱狂はやがて暴徒となって国内は騒乱状態になるだろう。さらにこの機会に乗じてスコットランドが英国を乗っ取るために侵攻するかもしれない。これらを抑えるために4人は動き出した。
そしてロレンツォは3枚の絵を公開し「EL DORADO」の暗号を解き黄金郷を目指せと群衆の前で説いた。すぐに各国大使は動き出すと共に、国内では暗号を解いたという僧侶が民衆を扇動する。暴徒と化す寸前の民衆達、その数2万。その者達の前に立ちはだかったエロールとオリビエは一瞬のうちに鎮圧するともに、ニセ僧侶とその仲間を捕らえた。これを見届けたビンセントは英国北部民の暴動を鎮圧するために動き、アーサーはスコットランド王に侵攻しないよう説得するためひとりで馬を走らせた。
スコットランド王ジェームス6世にアーサーは謁見を申し出る。しかし通された部屋は地下の拷問室だった。拷問長はアーサーに王へどのような条件を提示するのか問い糺すがアーサーは答えない。一切の食物、一切の水、いっときの睡眠も与えられないという極限状態の中、アーサーは拷問長に自らの生い立ちから自身の生き様を説いていく。拷問長も過去の体験から反論するがやがて理解をしめすように変わり、その命に反しアーサーを拷問室から運び出した。
オリビエはアーサーを助けたい一心で一人スコットランドに乗り込もうとするがエロールが引き止める。ジェームスは英国の王位継承権のある女性を招くことで両国はひとつになれると考えていたため、マリオットの機転でオリビエ、エロールと急遽呼び寄せたロレンツォの3人でスコットランドに向かう。拷問長からアーサーはまだ生きていると聞かされたオリビエは安堵し、合流したビンセントと共にアーサーはジェームスに英国に侵攻しないように、また暗躍している母メアリー・スチュアートにも諦めさせるよう説き伏せた。この後ジェームスはエロールに求愛しようとするがすでに5人は城から去っていた。
英国に戻ったオリビエは、以前タバスからもらった黄金のメダルに傷があることに気づき、割れた中から銀の月が隠されていたことがわかる。同時期「EL DORADO」の暗号が不完全ではと考えていたマリオットのもとに伝えられた。その頃海賊ドレークの船上にいたロレンツォはローマ法王が代わったことを知った。

### 第三部
エリザベス女王の暗殺を目論む紅蜥蜴を追いつめた。隠れ家に火をつけ逃げようとする紅蜥蜴を追いかけ、隠れていた部屋へ踏み込むとそこにいたのはロレンツォだった。紅蜥蜴はロレンツォなのかと誰もが疑いを持った。紅蜥蜴の正体を暴くためにはロレンツォの過去を調べる必要があると、オリビエはロレンツォのもとに向かう。抵抗するロレンツォはついに「現法王の私生児」だと答えた。英国の最大の敵、バチカンの主の子だと。
直後、スペインは英国に戦争を仕掛ける。エロールとオリビエも出兵し敵兵と一戦交えるが、伝令によりトランクに隠れたまま移動した先でオリビエのトランクをあけたのは父レッドフォード侯爵だった。父は紅蜥蜴の正体はメアリ・スチュアートの子（私生児）かもしれないと告げる。そしてオリビエが4歳の時にさらわれた時の話を始める。あまりに過酷な運命を背負った子を任せられる男を望むのは奇跡に等しいと。そこに手紙を携えたアーサーから父はそれを手に取り読み終えるとすぐに出て行ってしまう。残されたオリビエとアーサー。オリビエは父から聞いた「奇跡」とはアーサーのことではないかと気づいたが、母が父を魅きつけたように自分がアーサーを魅きつけることができないことに意気消沈する。この建物の地下から地上に出たところはロレンツォの別荘、バチカンの鼻っ先で、そこにはいつものみんなが待っていた。紅蜥蜴の情報を持ってきたスコットランドの拷問長だったステファン卿もいる。この席でとてつもない決定を全員一致でくだした。
次の場所へ出発するまで時間があったのでロレンツォはオリビエを連れ出し、女装したオリビエとロレンツォの向かった先はバチカン宮殿だった。オリビエは宮殿のその荘厳さに圧倒されつつ、ロレンツォとともに法王猊下（サンテイタ）と謁見する。ロレンツォ、猊下とも二人は親子であることをわかっていたが、ロレンツォは自分をクレメンテ公爵であるとし決して父と呼ぶことはなかった。失意のもと猊下は公爵とともに訪れた姫の正体に気づく。公爵はこの姫を守るため猊下から「黄金の聖書」を賜りたいと告げ、オリビエ達はそれを授かったのち宮殿をあとにした。
紅蜥蜴を捕まえるため出発したオリビエ達は、ジプシー姿に変装して途中以前訪れたことのある伯爵邸にたどり着いた。そこで見た二人の子供の肖像画にローズ（オリビエのジプシー名）は目が釘付けになる。伯爵夫人からその二人について説明を受け「青薔薇館」へ向かう。館は本来なら高貴な血統を引き継ぐのに祝福されない子供達の幽閉される場所へと変わり果てていた。すでに誰もいないこの場所は当時の子供達が書いたであろう悲痛な叫びが刻まれている。もしかしたら私もここに送り込まれていたのかもしれないとオリビエはその場に泣き崩れた。一方、すでに一刻の猶予もなかった紅蜥蜴は常に邪魔をするクレメンテ公爵の暗殺を実行するため自ら公爵の前に立った。そしてその刃で心臓を突こうとした瞬間、公爵が幼少期ともに過ごしたサンドロだと気づき、動揺した紅蜥蜴はとどめを刺さず撤退する。
オリビエ達は死の淵を彷徨うロレンツォに寄り添い、アーサーが調合した薬草でロレンツォは一命を取り留めることができた。この状況をマリオットは紅蜥蜴がロレンツォの幼少期を知っていると仮定し、地元で行われるアッスンチオーネ（マリア被昇天祭）にロレンツォも参加させようとする。もちろんまだ動けないロレンツォではなく、ビンセントの変装による紅蜥蜴を誘き出す罠として。祭りの中、宙を舞うロレンツォを見失った紅蜥蜴は、その晩棺桶の棺が担ぎ出されるのを知り部下に棺を確認するよう命ずるが失敗。これは英国からすご腕の人材が来ていることを悟り、しかしなぜそれを自分に見せつけるのか誰が指示を出しているのかわからず狼狽する。
大怪我から目を覚ましたロレンツォは飾ってあった青薔薇館の二人の子供の肖像画を見つけると、オリビエにしがみつき身を隠した。オリビエはそのひどく動揺したロレンツォの様子から肖像画の右側の少年がロレンツォだと気づく。そして左側の少年が紅蜥蜴ではないかと。エロールに相談するとたぶんそうだろう、だとしたらロレンツォの前で紅蜥蜴を捉えるのは残酷すぎると答える。しかしこの千載一遇のチャンスを逃すわけにはいかない、アーサーは紅蜥蜴によって数多くの同志を失った、この計画をアーサーに中止してくれとは言えないと。その夜、オリビエはアーサーに肖像画のことを伝えた。
メアリ・スチュアートの子と現法王の子がひとつの場所で暮らしていたのだろう。アーサーは過去の様々な哀しみを思い返しこの先どうするか決めかねていた。集まったビンセントやマリオット達も恐ろしいほどの緊張の中声を発することができない。そこにまだ体を起こすことのできないロレンツォはオリビエを呼び出しその顔を見てひとつの決断をする。アーサーに紅蜥蜴を説得したいと伝えた。アーサーは説得に応じるとは思わなかったが、実は紅蜥蜴の素顔を私達に見せようとしていることを察するとすぐに行動に移した。ロレンツォの静養先の門扉に張り紙をする。ラウール（紅蜥蜴の幼名）に2週間後に裏の草原で会いたいと。
その時は来た。オリビエ達は草むらに身を隠し待っていると馬を走らせ男が現れた。馬から降り素顔をさらしたラウールとサンドロ。サンドロは紅蜥蜴を殺せないのなら俺を殺していけと声をあらげるが、ラウールは「愛してる」と言葉を返し馬を走らせる。その後ろ姿に向かってサンドロは「ばか野郎！！」と声を張り上げた。

### 第四部
中公文庫 コミック版の第6巻巻末において、第4部となるはずだったネーム30ページが掲載されている。

## 登場人物

### 主要人物
オリビエ・リー・レッドフォード（愛称オーリ）
双子の妹。海のような青い目と、陽を吸ったような金髪を持つ。兄とともに幼少期から「天使」と呼ばれ国民からも愛される。4歳の時に敵国にさらわれその背中に黄金郷を示す「EL DORADO」の文字を掘り込まれたため、各国から狙われることになる。元々海賊家系で14歳までエロールとともに海で育てられたため男のような性格で、本人は父のような武人になりたいと考えている。ゴエモンという黒猫とシナモンという白猫を飼っている。
エロール・リー・レッドフォード（愛称エル）
双子の兄。幼い頃はオリビエと瓜二つ。次第にオリビエより背は高く声は低くなるが、「天使」と呼ばれたその容姿は変わらず特にオリビエと離れた時はゾクリとするような艶を出す。そのため女装した時の妖艶さはオリビエも羨むほどで、ジェームス6世からも求愛されそうになる。過酷な運命を背負った妹を守るようにと父から言いつけられている。
アーサー・ローレンス（ジプシー名バレリオ）
オリビエの付き人。名門マンスフィールド家の若き伯爵。（占星術から導かれた）恐ろしいほどの星の配列のもとに生まれ、その強運に潰されてしまわぬようジプシーに預けられその中で育てられた。オリビエの付き人になる前は警察長官の陰の片腕として従事していた。フェンシングの達人で歌が上手い。弱点は娘に弱いこと。"バレリオ"の際は黒髪のかつらを被る。
ビンセント・ブルー
エロールの付き人。養父が子爵で「泥棒貴族」と呼ばれる。本人はペテン師専門と称し、男女問わず他人になりすまして敵を欺く。短剣の名手でもある。妹のシルビー・ブルーはカギあけの名手。
ロレンツォ・デ・クレメンテ公爵
ローマ法王の寵愛を受け各国を渡り歩く画家。幼少の頃に見た双子の天使の肖像画から、似たような境遇の天使のかたわれに愛されたいと願いオリビエに近づく。

### レッドフォード侯爵家
その昔、レッドフォード家は何度もその血統を絶やしそうになった。
戦争や荒海に出たまま帰らぬ男達、その度に女子供は迫害を受けたが、その危機を救ったのはいつもうら若い長の娘。
長い年月の末、レッドフォード家の直系に 生まれながらの「女」はいなくなった。ただ人間として誰もが同じよう自由に才能をのばし懸命に生きる。
ぞんぶんに生きて、生涯一度の愛に出会った時、女は自然に女らしくなればいい。それまでは男も女もない。皆ひたすらに生きればよい。
それがレッドフォード家の家風。
アリステア・ロンド
双子の父。レッドフォード家21代当主で「英国海賊の美髪王」と呼ばれる。近隣諸国からのスパイ組織や暗殺者からエリザベス女王を守る。18歳の時にまだ12歳だったビクトリアを僧院から連れ出し3年間育てたのち結婚した。結婚するまでは「男装の美姫」と思われていた。
ビクトリア
双子の母。その気品と教養と美貌で「夢の貴婦人」と呼ばれる。英国王室の血統を継ぎ、そのために子供達が狙われることを憂いている。非常にインテリで8ヶ国語をもあやつる。双子の兄という瓜二つの異性に親しみ、国のために過酷な運命を受け入れていく娘を、『女として目覚めることができるのか』と案じている。
フランシス・ドレーク
「悪魔の竜」という異名を持つ英国の海賊。幼少の双子を預かり船上で二人を成人するまで育てた。実在の人物。

### ジプシー達
マリオット・ローラン
軍略の天才でアーサーの軍師を務める。雨の中道端に捨てられていたところをバレリオに救われともに暮らすことに。雨に打たれ高熱のために左腕と両足は不随で髪は白く、日中は左目に眼帯という姿。救われた直後はバレリオを恨んでいたが次第に彼を理解することで慕うようになる。ある日連れて行かれたマンスフィールド伯爵邸で教育を受ける。アーサーを「マイ・ロード（私の伯爵）」と呼び、アーサーのために死ぬことを誓う。普段はビンセント邸の隠し部屋で暮らしている。
ナイジェル
バレリオを育てた母の実の子供でバレリオの義兄。バレリオとともにジプシー仲間の統率を行なっている。
ライザ
ナイジェルの妹。バレリオを愛するが兄ナイジェルから止められている。第2部以降はビンセント邸でマリオットのお世話をするためにシルビーとともに暮らしている。
おばば
欧州一の占い師。年齢不詳。アーサーの運命を司る星の配列を憂い人生の師匠となる。アーサーや仲間達が迷った時に現れ進むべき道を導く。口が悪いのであまり近寄らない方がよい。

### バチカン・王家
ローマ法王
カトリック教会の最高位聖職者。英国と黄金郷の財宝を手に入れようと動いている。
先代グレゴリウス13世はロレンツォを寵愛しており常々呼び出していたが、ついに最期までその姿を見せることはなかった。
次代シクストゥス5世はロレンツォの実父だが、謁見した際ロレンツォはそれを認めず父と呼ぶことはなかった。
スペイン王 フェリペ2世
カトリックの盟主。法王庁同様、英国と黄金郷を狙っている。
イングランド女王 エリザベス1世
レッドフォード家が仰ぐ女王。オリビエとエロールが誕生した際にはブルーダイヤを贈った。カトリックもプロテスタントも共に暮らせるように心を砕いている。
スコットランド女王 メアリ・スチュアート
スコットランド王 ジェームス6世
メアリ・スチュアートの息子。女装したエロールを女性だと思い込み求婚する。
ステファン卿
スコットランドの拷問長。アーサーに拷問で口を割らせようとしたが賭けに負けてアーサーを助け出した。スパイとして諜報活動も行なっていて、後にアーサー達とスコットランド情勢などを交換している。おばばから「北からのちっこい星」と揶揄されてのけぞったりする。

### その他
アンジェロ
ロレンツォに仕えるお小姓。常にロレンツォに付き添い身の回りのお世話をする。ロレンツォの命の危機には自らの命を引き換えに差し出そうと神に祈ることも。
タバス
インカ帝国の末裔。インカ帝国はスペインに滅ぼされたが、インカの秘儀を伝える貴族だった祖父は虐殺から逃れ父にその秘儀を受け継いだ。その父が命令され幼い子供の背に「EL DORADO」の秘事を刻みつけたことを受け継ぎ、それを伝えるためにオリビエ達と落ち合った。いつの日かインカ帝国の復活のため海賊ドレークのもと船乗りの修行をしている。
紅蜥蜴（べにとかげ）
常に仮面をつけ年齢・性別・出身などの情報はいっさいわからない謎の暗殺者。その指示はメアリー・スチュアートから出されておりエリザベス女王の暗殺を常に狙っている。

## 書誌情報

### マーガレットコミックス
- 山本鈴美香『7つの黄金郷』集英社〈マーガレットコミックス〉、既刊7巻（1978年現在） - ISBNなし
  1. 第1部1 「海賊と王族の巻」1977年4月20日発行[5]
  2. 第1部2 「二人の天使の巻」1977年5月20日発行[6]
  3. 第2部1 「3つの絵の巻」1977年6月20日発行[7]
  4. 第2部2 「悪魔と太陽神の巻」1977年7月20日発行[8]
  5. 第2部3 「聖なる紋章の巻」1977年8月20日発行[9]
  6. 第3部1 「聖少女の巻」1978年1月20日発行[10]
  7. 第3部2 「青薔薇館の巻」1978年2月20日発行[11]

### 中央コミック・スーリ
- 山本鈴美香『7つの黄金郷』中央公論新社〈中公コミック・スーリ〉、既刊6巻（1991年5月現在）
  1. 1990年12月発行[12]、ISBN 4-12-410359-X
  2. 1991年1月発行[13]、ISBN 4-12-410361-1
  3. 1991年2月発行[14]、ISBN 4-12-410367-0
  4. 1991年3月発行[15]、ISBN 4-12-410368-9
  5. 1991年4月発行[16]、ISBN 4-12-410369-7
  6. 1991年5月発行[17]、ISBN 4-12-410370-0

### 中公文庫 コミック版
6巻巻末において、第4部となるはずだったネーム30ページが掲載されている。
- 山本鈴美香『7つの黄金郷』中央公論新社〈中公文庫コミック版〉、既刊6巻（2003年6月現在）
  1. 2003年2月発行[18]、ISBN 4-12-204133-3
  2. 2003年2月発行[19]、ISBN 4-12-204134-1
  3. 2003年3月発行[20]、ISBN 4-12-204188-0
  4. 2003年4月発行[21]、ISBN 4-12-204203-8
  5. 2003年5月発行[22]、ISBN 4-12-204215-1
  6. 2003年6月発行[23]、ISBN 4-12-204227-5